# Superbarrio Gómez

Superbarrio en un mitin en los años 80, Ciudad de México.

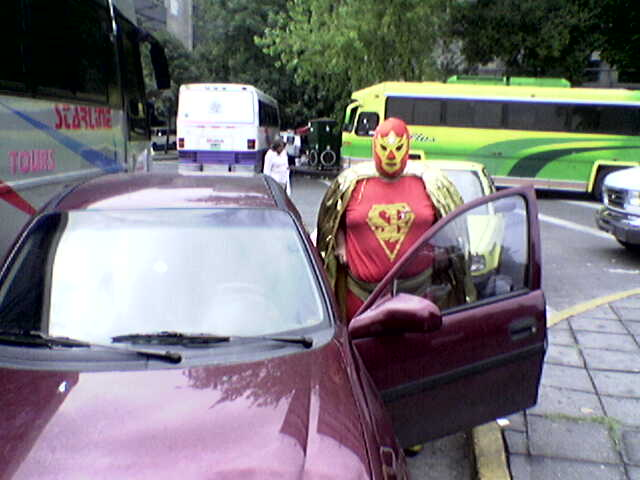
Superbarrio Gómez es sorprendido en el momento de llegar a la manifestación del 30 de julio de 2006 en favor del recuento de votos de la elección presidencial, Ciudad de México

Superbarrio Gómez es un personaje mediático y político en México creado por el activista social Marco Rascón Córdova y perteneciente a una organización de lucha por la vivienda llamada Asamblea de Barrios, cuyo éxito lo ha convertido en un símbolo emblemático del movimiento urbano-popular de ese país. En diversas entrevistas, el activista social ha declarado que su misión es defender y proteger los derechos de la gente común.

## Inicio
Después del terremoto que azotara la Ciudad de México en septiembre de 1985, la Asamblea de Barrios y el personaje Superbarrio adquieren relevancia en la defensa de los derechos a la vivienda de los damnificados. En julio de 1987 se proclamó defensor de los arrendatarios de los barrios pobres, intentó llevar a cabo una lucha simbólica en el centro histórico de la Ciudad de México, pero su manifestación fue suspendida cuando la policía clausuró la arena. Fue hasta el 9 de agosto cuando en Tlatelolco, uno de los lugares más afectados por el terremoto, llevó a cabo su manifestación venciendo a "su contrario".
Además de personificar un superhéroe enmascarado en sus tratos con la prensa y actos públicos, Superbarrio participa verdaderamente en política en México (principalmente en la Ciudad de México), negociando con las autoridades, encabezando manifestaciones o concediendo entrevistas a los medios de comunicación. Hollywood demandó incluso a la organización Asamblea de Barrios los derechos para adaptar la historia de Superbarrio a la pantalla, de acuerdo con el folleto Cuatro años de lucha y los que faltan.

## Elecciones federales de 1988

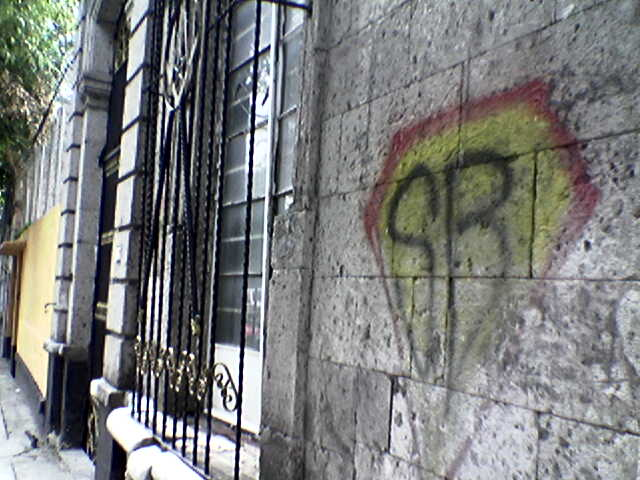
La marca de Superbarrio en un inmueble de la Colonia Santa María la Ribera, Ciudad de México.

Durante las elecciones federales de México de 1988, el candidato de izquierda Cuauhtémoc Cárdenas logró reunir en la Comarca Lagunera más de 40 000 seguidores, en su discurso acusó al gobierno mexicano de empobrecer a las mayorías. El 5 de marzo de 1988, Superbarrio decidió declinar su candidatura simbólica a la presidencia de México a favor de Cárdenas. Posteriormente, en 1996, hizo campaña a la presidencia de los Estados Unidos de América, fue apoyado por Noam Chomsky y Eduardo Galeano que lo animaron por la forma de representar la fusión de lucha social y democrática. Este último escritor uruguayo ha escrito lo siguiente acerca del personaje:

«Medio siglo después del nacimiento de Superman en Nueva York, Superbarrio anda por las calles y las azoteas de la ciudad de México. El prestigioso norteamericano de acero, símbolo universal del poder, vive en una ciudad llamada Metrópoli. Superbarrio, cualunque mexicano de carne y hueso, héroe del pobrerío, vive en un suburbio llamado Nezahualcóyotl».

«Superbarrio tiene barriga y piernas chuecas. Usa máscara roja y capa amarilla. No lucha contra momias, fantasmas ni vampiros. En una punta de la ciudad enfrenta a la policía y salva del desalojo a unos muertos de hambre; en la otra punta, al mismo tiempo, encabeza una manifestación por los derechos de la mujer o contra el envenenamiento del aire; y en el centro, mientras tanto, invade el Congreso Nacional y lanza una arenga denunciando las cochinadas del gobierno».
Eduardo Galeano.

En la gran tradición mexicana de luchadores enmascarados (la cual incluye a luchadores profesionales que fueron estrellas del cine como El Santo y Blue Demon, entre otros), Superbarrio es el activista social no ficticio (como sí lo son, por ejemplo, Kalimán o El Zorro) más importante junto con el Subcomandante Marcos del Ejército Zapatista de Liberación Nacional. Sin embargo, a diferencia de este último, Superbarrio parece haber sido encarnado por diferentes ciudadanos y carece del perfil literario y militar del líder zapatista.[cita requerida]

## Imitaciones y reconocimiento mundial

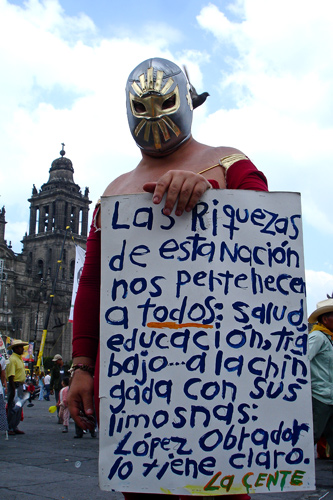
Luchador en el Zócalo de la Ciudad de México. Superbarrio ha servido de modelo a otros luchadores sociales enmascarados en México.

En México, el Partido Revolucionario Institucional plagió el personaje de Superbarrio Gómez, intentado ganar adeptos mediante su versión llamada Superpueblo, otros personajes han surgido imitando la idea, tal es el caso de Super Rayito de Esperanza, o de integrantes del Partido Alternativa Socialdemócrata y Campesina, quienes en manifestaciones contra el aborto, han imitado también la idea de participar en marchas portando máscaras de luchadores.
El personaje de Superbarrio fue inspiración para movimientos populares en Brasil, Venezuela, Chile, Argentina dando paso a la formación de asambleas de barrio. Hacia finales de la década de 1980 y prinicipos de la década de 1990, influyó a luchadores sociales en Ámsterdam, París, Barcelona, Caracas, Río de Janeiro y La Habana. Superbarrio Gómez ha alcanzado un reconocimiento internacional y ha sido invitado para viajar y ofrecer entrevistas en radio y televisión.
En 2007, Superbarrio, en compañía de Super Gay, Super Ecologista, Super Animal y Fray Tormenta, fueron protagonistas del documental Super Amigos, producción canadiense, dirigida por Arturo Pérez Torres. El documental fue presentado en el Festival All Roads de National Geographic en Los Ángeles y Washington D. C. cuyo objetivo es crear una plataforma para artistas indígenas y de minorías poco representadas.